# Keri Herman
Keri Marie Herman (Saint Paul (Minnesota), 16 augustus 1982) is een Amerikaanse freestyleskiester, gespecialiseerd op het onderdeel slopestyle. Herman vertegenwoordigde haar vaderland op de Olympische Winterspelen 2014 in Sotsji.

## Carrière
Op de wereldkampioenschappen freestyleskiën 2011 in Deer Valley veroverde Herman de bronzen medaille op het onderdeel slopestyle. In september 2012 boekte ze in Ushuaia haar eerste wereldbekerzege. In het seizoen 2012/2013 behaalde de Amerikaanse de eindzege in het slopestyle wereldbekerklassement. Tijdens de Olympische Winterspelen van 2014 in Sotsji eindigde Herman als tiende op het onderdeel slopestyle.
De Amerikaanse won in 2010 en 2011 zilver op het onderdeel slopestyle tijdens de Winter X Games.

## Resultaten

### Olympische Spelen
| Jaar | Plaats | Resultaten     |
| ---- | ------ | -------------- |
| 2014 | Sotsji | 10e Slopestyle |

### Wereldkampioenschappen
| Jaar | Plaats      | Resultaten |
| ---- | ----------- | ---------- |
| 2011 | Deer Valley | Slopestyle |

### Wereldbeker
Eindklasseringen
| Seizoen   | Algm | HP  | SS   |
| --------- | ---- | --- | ---- |
| 2011/2012 | 125e | 23e | –    |
| 2012/2013 | 10e  | 26e | Goud |
| 2013/2014 | 39e  | –   | 6e   |

Wereldbekerzeges
| Datum            | Plaats          | Onderdeel  |
| ---------------- | --------------- | ---------- |
| 7 september 2012 | Ushuaia         | Slopestyle |
| 12 januari 2013  | Copper Mountain | Slopestyle |
| 10 januari 2014  | Breckenridge    | Slopestyle |